# Cycnoches quatuorcristis
Cycnoches quatuorcristis är en orkidéart som beskrevs av David Edward Bennett. Cycnoches quatuorcristis ingår i släktet Cycnoches, och familjen orkidéer.
Artens utbredningsområde är Peru. Inga underarter finns listade i Catalogue of Life.